# Zaglyptus wuyiensis
Zaglyptus wuyiensis är en stekelart som beskrevs av He 1984. Zaglyptus wuyiensis ingår i släktet Zaglyptus och familjen brokparasitsteklar. Inga underarter finns listade i Catalogue of Life.